# Naufrage du K-141 Koursk
Pour l'article consacré au sous-marin, voir K-141 Koursk.
Pour les articles homonymes, voir Koursk et Koursk (homonymie).

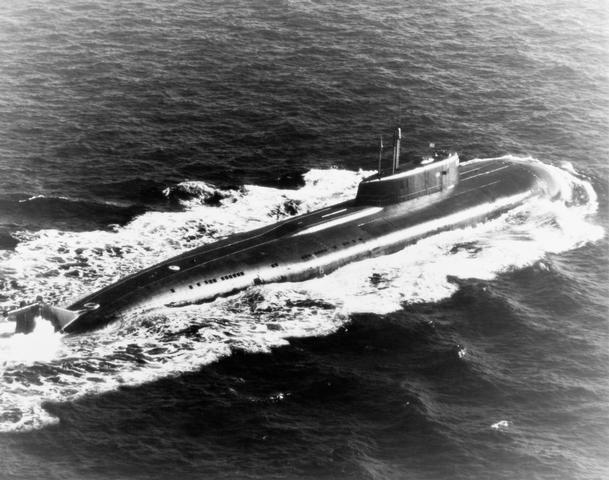
Le K-186 Omsk, un sous-marin de classe Oscar II semblable au Koursk.

Le naufrage du K-141 Koursk est une catastrophe maritime ayant eu lieu le samedi 12 août 2000 pendant un important exercice de la Marine russe en mer de Barents. Ce naufrage fit 118 victimes  (111 marins, cinq officiers et deux ingénieurs).
Le sous-marin nucléaire lanceur de missiles de croisière K-141 Koursk, de classe Oscar (en russe : Projet 949A Антей), était en train de préparer le chargement d'une torpille d'entraînement Type 65-76 « Kit » lorsque plusieurs explosions causèrent le naufrage du navire.
Les bâtiments russes participant à l'exercice enregistrèrent l'explosion sans en connaître l'origine. La seconde explosion, bien plus importante, eut lieu deux minutes et quinze secondes plus tard et fut tellement puissante qu'elle fut enregistrée par des sismographes jusqu'en Alaska.

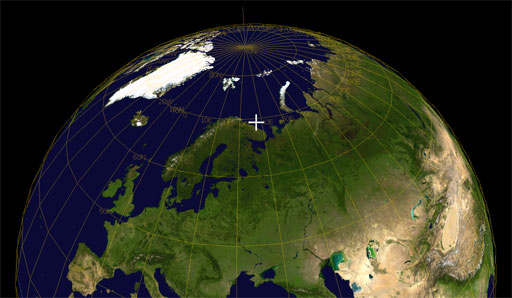
Localisation du naufrage.

La marine russe ne réagit que six heures après l'explosion. Les bouées de secours ayant été intentionnellement désactivées, la localisation précise de l'épave prend plus de seize heures. Pendant les quatre jours suivants, les équipes de sauvetage russes utilisent quatre cloches de plongée et sous-marins de sauvetage différents pour essayer de s’arrimer à la trappe d'évacuation, sans succès. Les mesures mises en place par l'état-major russe sont critiquées pour leur lenteur et leur inefficacité.
Dans un premier temps, le gouvernement diffuse de fausses informations au public et aux médias à propos de la chronologie de l'accident. Le cinquième jour suivant le naufrage, les Russes acceptent finalement les offres d'assistance britanniques et norvégiennes. Sept jours après le naufrage, des plongeurs norvégiens parviennent à ouvrir une trappe de sauvetage dans le compartiment 9, espérant y trouver des survivants, mais ils les retrouvent noyés.
Il est ultérieurement déterminé que vingt-trois marins des compartiments 6 à 9 survivent aux deux explosions et trouvent refuge dans le compartiment 9. Ils survivent plus de six heures avant qu'une cartouche destinée à maintenir l'air respirable n'entre en contact avec l'eau de mer, déclenchant une explosion et une consommation instantanée de tout l'oxygène présent dans le compartiment.
Pendant l'enquête, la marine russe avance plusieurs causes possibles pour expliquer le naufrage du sous-marin, y compris la collision avec un bâtiment de l'OTAN.
À la suite de cet accident, le gouvernement russe fut critiqué pour la lenteur et l'inefficacité des mesures mises en place, ainsi que pour avoir minimisé et nié l'état réel de l'équipage, affirmant que des communications avaient été établies et que des opérations de sauvetage étaient en cours, justifiant ainsi le refus d'aide proposée par plusieurs gouvernements étrangers.

## Sous-marin
Le sous-marin impliqué est le K-141 « Koursk » est un sous-marin nucléaire lanceur de missiles de croisière russe (code OTAN : SSGN) du projet 949A « Anteï » (classe Oscar-II). Mis en service en 1994, il a la réputation d'être insubmersible.
Le sous-marin possède une double coque en acier, avec un espace de 1 à 2 m entre les deux coques,, neuf compartiments étanches et était long comme deux avions gros porteurs. Il avait une réputation quasi mythique et il se disait alors que le Koursk était en mesure de résister à un tir de torpille.
Le Koursk avait peu de temps auparavant gagné une citation pour ses excellentes performances et était reconnu pour avoir le meilleur équipage de la Flotte du Nord.
Le Koursk est l'un des rares navires autorisés à transporter une charge de combat à tout moment. Son armement comprend dix-huit missiles antinavires SS-N-16 « Stallion » et vingt-deux missiles de croisière SS-N-19/P-700 « Granit » pouvant être doté d'une ogive nucléaire de 500 kilotonnes et qui sont dotées d'une technologie d'autoguidage. Le peu d'informations dont disposent les Occidentaux sur l'armement du Koursk explique le nombre particulièrement élevé de navires d'espionnage présents sur la zone : deux sous-marins américains, un sous-marin britannique, un navire d’intelligence électronique de l’OTAN, des satellites, ainsi qu’un navire d'espionnage norvégien, le Mariata.
Comme le signalera le magazine Scientific American, les services de renseignement américains savent que des officiels chinois sont présents en tant qu’observateurs. Dans sa politique de construction d'une Russie forte, Vladimir Poutine vend des armes à des pays ennemis des États-Unis, tout en sachant qu’il a également besoin des États-Unis pour son développement économique.

### Torpilles embarquées

#### TorpillesTolstouchka
Selon la thèse officielle, le sous-marin devait lancer deux torpilles d'exercice, de type 65-76 (plus familièrement Tolstouchka, « grosse fille ») sur le navire amiral de la flotte du Nord, le Pierre le Grand, un croiseur à propulsion nucléaire de classe Kirov.
Le système de propulsion des torpilles 65-76 est basé sur une réaction chimique entre le peroxyde d'hydrogène concentré et l’eau. La réaction chimique pousse les gaz résultants vers la turbine. Le peroxyde d’hydrogène est contenu dans un réservoir en métal à l’intérieur de la torpille. Très corrosif, il impose un entretien très régulier des torpilles, avec le changement du réservoir de peroxyde si nécessaire. Si un feu lèche l’enveloppe de la torpille, le peroxyde d’hydrogène se met à bouillir puis explose. Les mémos de sécurité des arsenaux de la marine donnent un délai maximum de deux minutes d’exposition au feu avant explosion de la torpille.

#### Torpilles Chkval
Selon une autre thèse, le peroxyde d'hydrogène ne serait plus utilisé depuis des années en raison des risques qu'il présente ; en revanche, le Koursk devait lancer la dernière version d'un autre type de torpille, une Chkval, qui se caractérise par une propulsion à la vitesse exceptionnelle de 500 km/h (au lieu de 70 km/h pour les torpilles classiques). La Chine en ayant déjà acheté, la présence de deux officiels chinois accrédite l'hypothèse que ces manœuvres étaient l'occasion de faire une démonstration de la nouvelle version.

## Déroulement de l'exercice naval

### Début
Dans la matinée du 12 août 2000, le Koursk participe à l'exercice « Summer-X », le premier exercice naval à grande échelle planifié par la Marine russe depuis plus de dix ans, et le premier depuis la chute de l'Union soviétique. Il rassemble 30 navires de surface et trois sous-marins. L'exercice devait, selon les termes de Poutine, « rappeler au monde que la Russie est une force incontournable sur les océans de la planète ».

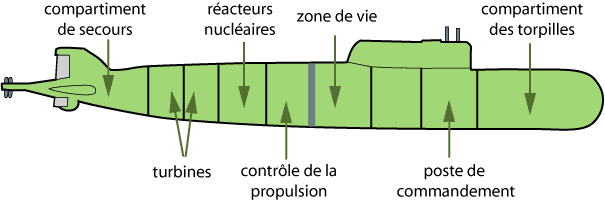
Description des neuf compartiments du sous-marin Koursk.

À 8 h 51 heure locale, le Koursk demande à la tour de contrôle du Pierre le Grand la permission de se placer en observation périscopique, à 18 mètres de profondeur et de procéder au tir de la torpille d'entraînement. Il reçoit en réponse « Dobro » (en français : c'est bon),. Le Koursk interrompt alors toute communication.
Des satellites occidentaux révèlent que des navires russes se rapprochent alors du Koursk, des avions de chasse russes armés de bombes nucléaires décollent de leurs bases pour survoler les manœuvres. Selon les accords SALT, l’OTAN aurait dû être prévenu. Le haut commandement de la Flotte du Nord refuse de leur donner le moindre éclaircissement. Certains sous-mariniers du Koursk reçoivent l’ordre de passer des combinaisons spéciales de survie.
Après un retard considérable, le sous-marin s'apprête à tirer deux torpilles d'entraînement sur le croiseur de bataille de classe Kirov Pierre le Grand (Piotr Veliki), le vaisseau amiral de la Flotte du Nord. À 11 h 29 heure locale, une torpille d'entraînement Type 65-76 « Kit », (surnommée en russe : tolstoushka, ou « grosse fille », en raison de sa taille), dépourvue d'ogive est chargée dans le tube lance-torpilles no 4 du Koursk situé à tribord. Ce type de torpille mesure 10,7 m de long et pèse 5 t.

### Première explosion

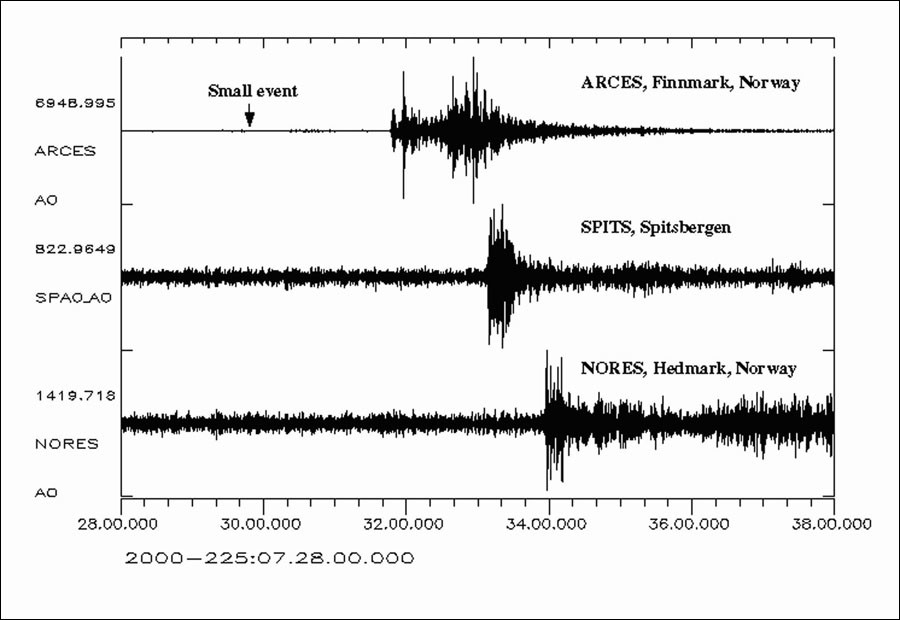
L’Autorité de radioprotection norvégienne analysant les relevés sismiques des explosions à bord du Koursk le 12 août 2000.

À 11 h 29 min 34 s (7 h 29 min 50 s UTC), les détecteurs sismiques du Réseau de surveillance sismique norvégien (NORSAR) et d'autres stations de par le monde enregistrent une explosion d'une magnitude de 1,5 sur l'échelle de Richter. La localisation de l'explosion est estimée à 69° 38′ N, 37° 19′ E, au nord-est de Mourmansk, à environ 250 km de la Norvège et 80 km de la péninsule de Kola.
Elle dégage une puissance équivalente à 100 kg de TNT.
L'explosion a lieu à l’avant du sous-marin dans le compartiment des torpilles, endommage sérieusement la salle de commandement, tuant ou blessant gravement tous les officiers présents, dont le commandant. Elle déclenche un incendie dont la température sera par la suite estimée à 2 700 °C.
Une première voie d'eau est constatée et l'alerte maximale est déclenchée. Dans pareille situation, les procédures exigent que le commandant ordonne le remplissage d'air des ballasts pour faire remonter le sous-marin en surface mais l'ordre n'est pas donné, probablement parce que plus personne n'est en mesure de le faire dans le poste de commandement ravagé par l'explosion.

### Seconde explosion
L'incendie résultant de la première explosion déclenche la détonation, à 11 h 31 min 48 s — soit deux minutes et 14 secondes après la première explosion — d'entre cinq et sept ogives de torpilles après que le sous-marin a touché le plancher marin. 
Cette seconde explosion développe une puissance équivalente à 3-7 tonnes de TNT, ou une demi-douzaine de têtes de torpilles.) 
Cette seconde explosion produit un trou de 2 m2 dans la coque du sous-marin. Bien que le Koursk ait été conçu pour supporter la pression qui s’exerce à une profondeur de 1 000 m, les explosions internes causent l'effondrement des compartiments 1 à 3 et de tous les ponts et conduisent à l’inondation des compartiments 4 et 5, tuant tous les marins présents dans les compartiments situés avant le réacteur nucléaire.
L'explosion, triangulée à 69° 36′ N, 37° 34′ E, montre que le sous-marin avait parcouru 400 m entre la première et la seconde explosion. Les données sismiques récoltées dans différentes stations situées en Europe du Nord montrent que la seconde explosion a lieu à la même profondeur que celle du fond marin. Le délai entre les deux explosions est suffisant pour lui permettre de couler à une profondeur de 108 m.
En plongée, 78 marins sont normalement affectés aux quatre premiers compartiments alors que 49 marins sont affectés aux cinq compartiments arrière:3. Il est probable que les hommes présents dans les quatrième et cinquième compartiments, aient essayé de passer dans le troisième compartiment afin de tenter d’atteindre la capsule de secours, située dans le kiosque, qui était capable de faire remonter tout l'équipage à la surface. La seconde explosion fait s’effondrer les trois premiers compartiments, tuant tous ceux qui étaient encore potentiellement en vie dans ces compartiments. L’eau de mer s’y engouffre au rythme de 90 000 litres par seconde. Parmi les victimes du naufrage figurent cinq officiers de la 7e division de SSGN et deux ingénieurs présents à bord pour observer les performances des nouvelles batteries installées sur une torpille USET-80, dont le tir était prévu dans un deuxième temps.
Le cinquième compartiment, qui contenait les deux réacteurs nucléaires de type OK-650, avait été conçu pour résister à des pressions supérieures avec des cloisons renforcées. Tout comme la coque, ces cloisons devaient pouvoir résister à la pression qui s’exerce à 1 000 m de profondeur. Les réacteurs avaient été en outre enchâssés dans 13 cm d'acier et montés de façon à pouvoir absorber des chocs supérieurs à 50 g. Les cloisons du cinquième compartiment résistèrent aux deux explosions, permettant aux deux réacteurs de s'arrêter automatiquement et d’empêcher la fusion du cœur et la contamination de la mer.
Un examen médico-légal réalisé sur deux corps présents dans la salle de contrôle du réacteur relève des lésions sur les squelettes indiquant qu’ils avaient subi une explosion d’une puissance supérieure à 50 g. Une telle puissance aura tué ou au moins temporairement désorienté les opérateurs ainsi que les autres marins se trouvant à l’avant du sous-marin. Les dégâts et l’inondation empêchèrent les survivants d’avoir recours au conduit d’évacuation situé dans le premier compartiment ou au module de secours situé dans le kiosque au-dessus du troisième compartiment,,.
Une autre explication avancée par certaines analyses suggère que l'équipage n'était pas entraîné au maniement des torpilles HTP et avait inconsciemment suivi les instructions de préparation au tir destinées à un autre type de torpilles. Combinés à une mauvaise surveillance et à des inspections incomplètes, les sous-mariniers auraient lancé une série de procédures conduisant à l'explosion.[réf. nécessaire]

## Déclenchement des opérations de recherche

### Réaction à la détection de l'explosion
L’équipage du sous-marin K-18 Karelia détecte l’explosion, mais son commandant suppose que cela faisait partie de l'exercice. À bord du Pierre le Grand, la cible du tir d'entraînement, l'équipage détecte un signal hydroacoustique caractéristique d'une explosion sous-marine et sent la coque du croiseur trembler. Un rapport sur le phénomène est envoyé au quartier général de la flotte, mais ce rapport est ignoré.

### Réaction au silence de l'équipage du sous-marin
L'heure prévue pour que le Koursk procède au tir de la torpille d'entraînement expire à 13 h 30 sans que le contact avec le sous-marin puisse être établi. Habitué aux défaillances fréquentes des systèmes de communications, l'amiral Popov, le commandant de la flotte du Nord présent à bord du Pierre le Grand, ne s'inquiète pas dans un premier temps:36. Au lieu de se rapprocher du Koursk, il ordonne à son navire de s’en éloigner, puis l’amiral disparaît quelques heures pour rejoindre sa base à terre. Le croiseur envoie néanmoins un hélicoptère pour retrouver le Koursk, mais celui-ci est incapable de le localiser en surface, l'information est rapportée à Popov.

### Localisation du sous-marin
Dans l’après-midi, un mini sous-marin russe ultra-secret, l’AS-15 (du Projet 1910 « Kashalot » / classe Uniform) ainsi que des scaphandriers d’une unité spéciale des services de renseignement russes inspectent le Koursk. Cette information ne sera communiquée que quelques mois plus tard. La flotte russe possède des spécialistes de plongée qui peuvent intervenir jusqu'à 200 m de profondeur. Un bâtiment spécialisé lance pendant plusieurs heures des grenades sous-marines autour du Koursk, pour appeler le bâtiment à faire surface selon les Russes, mais plus vraisemblablement pour éloigner de la zone les sous-marins occidentaux.

### Début des opérations de secours
L'officier de permanence de la flotte du Nord demande au responsable des opérations de recherche et de sauvetage de la flotte, le capitaine Alexandr Teslenko, de se placer en alerte et de se préparer à recevoir des ordres. Toslenko demande à son tour au commandant du Mikhaïl Roudnitski de se tenir prêt à prendre la mer dans l'heure. Le principal navire de sauvetage dont dispose Toslenko est un ancien grumier en service depuis plus de 20 ans, le Mikhaïl Roudnitski, qui avait été reconverti pour mener à bien des opérations de sauvetage sous-marines. À quai à la principale base de la Flotte du Nord située à Severomorsk, le bâtiment est équipé de deux sous-marins de sauvetage en eaux profondes de classe Priz (Projet 1855) AS-32 et AS-34, d'une cloche de plongée, de caméras sous-marines, de grues de levage et d'autres équipements spécialisés. Cependant, il n'est pas doté de stabilisateurs capables de maintenir le navire en position et ne peut mettre à la mer ses sous-marins de sauvetage que par temps calme:72. La Marine russe avait auparavant utilisé deux sous-marins de classe India, chacun emportant deux DSRV de classe Poseidon pouvant atteindre une profondeur de 693 m, mais en raison d'un manque de financement, ces sous-marins de sauvetage attendaient des réparations dans un chantier naval de Saint-Pétersbourg depuis 1994,,.

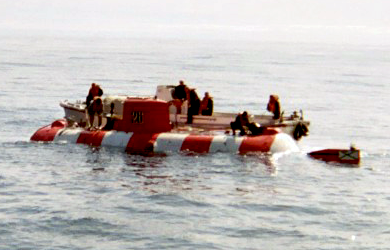
Marins russes en surface à bord du DSRV AS-28 Priz.

En début de soirée, plus de six heures après l'explosion, le Koursk n'effectue pas une communication prévue à 18 h. Le commandement de la Flotte du Nord commence à s'inquiéter et tente d'établir un contact avec le Koursk. Après plusieurs tentatives vaines, une opération de recherche et de sauvetage est lancée à 18 h 30, des avions sont envoyés sur zone pour tenter de localiser le sous-marin, mais ces derniers échouent de nouveau à localiser le bâtiment depuis la surface,. À 17 h, un Iliouchine Il-38 avait déjà été envoyé à la recherche du Koursk. Après trois heures de recherche, il était rentré à sa base sans avoir pu localiser le sous-marin:74. À 22 h 30, la Flotte du Nord déclare l'état d'urgence et met fin à l'exercice naval en cours. Entre quinze et vingt deux bâtiments de la Flotte du Nord avec 3 000 marins à bord, se mettent à la recherche du sous-marin. Le capitaine Teslenko, commandant le Mikhaïl Roudnitski, quitte le port à 0 h 30,.

### Rumeurs parmi les familles des marins
Le dimanche matin, des rumeurs commencent à circuler parmi les familles de l'équipage du Koursk, sur la base navale de Vidiaïevo, sur le fait qu'il était arrivé quelque chose d'anormal. Une opératrice téléphonique doit faire face à un volume d'appels inhabituels et elle surprend une conversation mentionnant qu'un sous-marin était en difficulté ainsi que le nom du sous-marin. La base étant très petite, la nouvelle se répand rapidement. Les femmes et les familles des marins s'échangent les informations en leur possession, mais tous possèdent la même source. Le Koursk était à l'époque considéré comme « insubmersible » et les familles ne veulent pas croire les rumeurs qui se propagent. Les familles espèrent alors que le sous-marin est temporairement incapable de communiquer avec la surface. Le commandant adjoint de la base rassure les femmes en leur disant que les bureaux du quartier-général, d'habitude remplis d'officiers « occupés à attendre le temps passer », étaient à moitié vides:87.

### Refus des propositions d'aide étrangères
Dans l'après-midi du naufrage, avant même que le Kremlin n'ait été informé de la perte du Koursk, le conseiller à la sécurité nationale Sandy Berger et le secrétaire à la Défense américain William Cohen sont informés que le Koursk a coulé. Une fois officiellement informés, le gouvernement britannique, ainsi que la France, l'Allemagne, Israël, l'Italie et la Norvège offrent leur aide et les États-Unis proposent d'envoyer un de ses deux sous-marins de sauvetage en eaux profondes, mais le gouvernement russe refuse toute proposition d'aide étrangère. Le ministre de la Défense Igor Sergueïev affirme à l'ambassade américaine que les opérations de sauvetage sont déjà en cours:152. La Marine russe informe les journalistes que le sauvetage est imminent.
Un avion cargo britannique décolle néanmoins de Grande-Bretagne avec à son bord un sous-marin de poche très perfectionné, le LR5, mais l'avion n’est pas autorisé à entrer dans l'espace aérien russe et à atterrir à Severomorsk d'où s'organisent alors les opérations de secours. Il doit embarquer à bord du Normand Pioneer qui mettra sept jours pour rallier le lieu du naufrage. La Norvège affrète également un autre navire, le Seaway Eagle avec à son bord des plongeurs professionnels britanniques et norvégiens.

### Échec des tentatives de sauvetages russes
Le sous-marin avait été conçu pour être difficile à détecter et ce n'est qu'à 4 h 50 le dimanche, que l'équipage à bord du Pierre le Grand détecte deux anomalies sur le fond marin. À 9 h, le Roudnitski arrive sur zone. Alors qu'il jette l'ancre, il enregistre ce qui est immédiatement interprété comme un signal SOS acoustique en provenance du sous-marin, mais le capitaine Toslenko commandant le Rudnitski conclut que le bruit a été produit par la chaîne de l'ancre frappant le trou d'ancrage. À 11 h 30 le dimanche 13 août, l'équipage du Roudnitski se prépare à descendre l’AS-34, qui entre dans l'eau à 17 h 30. À 18 h 30, à une profondeur de 100 m et à une vitesse de 2 nœuds (3,7 km/h), l’AS-34 entre en collision avec un objet, et à travers un hublot l'équipage affirme avoir vu une hélice et le stabilisateur arrière. L’AS-34 est endommagé et doit refaire surface, l'équipage du Rudnitski prépare alors la plongée du deuxième sous-marin de sauvetage, l’AS-32.
À 22 h 40, l’AS-32 entre dans l'eau et se met à la recherche du Koursk mais ayant reçu de mauvaises informations du personnel du Pierre le Grand il est incapable de localiser le sous-marin. L'équipage du Rudnitski essaye d'entrer en contact avec les marins du Koursk ; il entend à nouveau un signal SOS, mais le signal est finalement interprété comme ayant une origine biologique (c’est-à-dire venant d'un animal marin). Les signaux enregistrés sont envoyés au Pierre le Grand. L’AS-32 remonte à la surface à 1 h le 14 août au matin.
Le remorqueur de sauvetage Nikolaï Chiker (SB 131) arrive au début des opérations de sauvetage. Il utilise ses caméras pour obtenir les premières images de l'épave. Les images obtenues montrent d'importants dégâts sur la partie avant du sous-marin et au kiosque : les fenêtres du kiosque ont explosé et deux couvercles de tubes lance-missiles ont été arrachés. Les images révèlent également que le Koursk repose incliné selon un angle de 60° et que sa proue est inclinée de 5-7° vers l'avant. La proue s'est enfoncée de 22 m dans le fond marin argileux, à une profondeur de 108 m. Le périscope est sorti, indiquant que l'accident a eu lieu à une profondeur inférieure à 20 m.
L’AS-34 est réparé et remis à l'eau à 5 h. À 6 h 50, il localise le Koursk et tente de s’arrimer au sas d'évacuation arrière, situé au niveau du neuvième compartiment du Koursk mais, le niveau de ses batteries baissant rapidement, il est contraint de faire surface pour les recharger. Le vent se lève alors, passant de 10–12 m/s à 15–27 m/s, et les vagues augmentent de 3–4 points, forçant les Russes à interrompre les opérations de sauvetage.
De mauvaises conditions météorologiques, des vagues de 3,7 m, de forts courants sous-marins et une visibilité limitée empêchent les équipes de secours de mener des opérations les mardi et mercredi. Le mardi, le Rudnitski met à l'eau une cloche de plongée par deux fois mais celle-ci est incapable d'atteindre le sous-marin. Les Russes essayent ensuite d'envoyer un ROV inspecter l'état du sas d'évacuation.
À 20 h le mardi, l’AS-34 est mis à l'eau mais il est endommagé après avoir heurté un bras de levier en étant descendu à la mer. Il est ramené à bord, réparé et finit par être remis à l'eau à 21 h 10. Le mardi 15 août, trois jours après le naufrage, le navire-grue PK-7500 arrive sur zone avec le DSRV AC-36 de type Bester (Projet 18270) plus manœuvrable. Mais les conditions météorologiques empêchent le PK-7500 de descendre le DSRV et l'équipe de sauvetage décide de mettre le submersible à l'eau à proximité du rivage (où la houle est moins forte) et de le remorquer jusqu'à la zone du naufrage.
Le mercredi 16 août, à 0 h 20, l’AS-34 tente de s’arrimer au sas d'évacuation du neuvième compartiment à deux reprises, mais sans succès. Il refait surface et, alors qu'il était hissé sur le pont, son système de propulsion est gravement endommagé. L'équipage du Rudnitski décide de démanteler l’AS-32 pour réparer l’AS-34. Les opérations de sauvetage sont suspendues pendant la durée des réparations. Le PK-7500 arrive depuis la côte où il avait largué son DSRV. Le sous-marin de sauvetage est descendu à plusieurs reprises à 110 m de profondeur mais il est incapable de s'arrimer au sas. Une des capsules de sauvetage est endommagée par la tempête.
Le jeudi à 12 h, Popov rapporte à l’état-major de la Marine qu'il n'y a pas eu d'explosion à bord du Koursk, que le sous-marin est posé intact au fond de la mer et qu'une « influence externe » pourrait avoir causé une fuite entre le premier et le deuxième compartiment. Plus tard dans la journée de jeudi, le DSRV russe de classe Priz effectue une autre tentative pour atteindre la partie arrière du sous-marin mais est incapable de créer le vide nécessaire pour pouvoir ouvrir le sas d'évacuation. Les médias occidentaux critiquent la Russie pour avoir tardé 32 heures avant d'envoyer un sous-marin de sauvetage, alors même que les délais habituels pour le déploiement d'un DSRV étaient de 72 heures en 2000. Le vendredi, les équipes de sauvetage rapportent que l'épave est inclinée de 20° contre les 60° annoncés initialement.
Le navire de sauvetage Altaï tente d'attacher une cloche de plongée Kolokol au sous-marin, sans succès. L’état-major de la Marine russe à Moscou annonce au cours d'une conférence de presse que les secours ont entendu des sons en provenance de l'intérieur du sous-marin, signifiant « SOS… eau ». La possibilité que des sons aient pu être entendus à travers la double coque sera par la suite remise en question. Selon certains rapports, ces sons auraient été mal interprétés ou simplement inventés.
Les plongeurs ne tenteront pas de frapper sur la coque pour se signaler aux survivants potentiels.
Des fragments des coques intérieure et extérieure sont trouvés à proximité de l'épave, ainsi qu'une pièce appartenant au nez du Koursk et pesant 5 t, indiquant une importante explosion dans le compartiment des torpilles situé à l'avant,.

### L'aide britannique et norvégienne

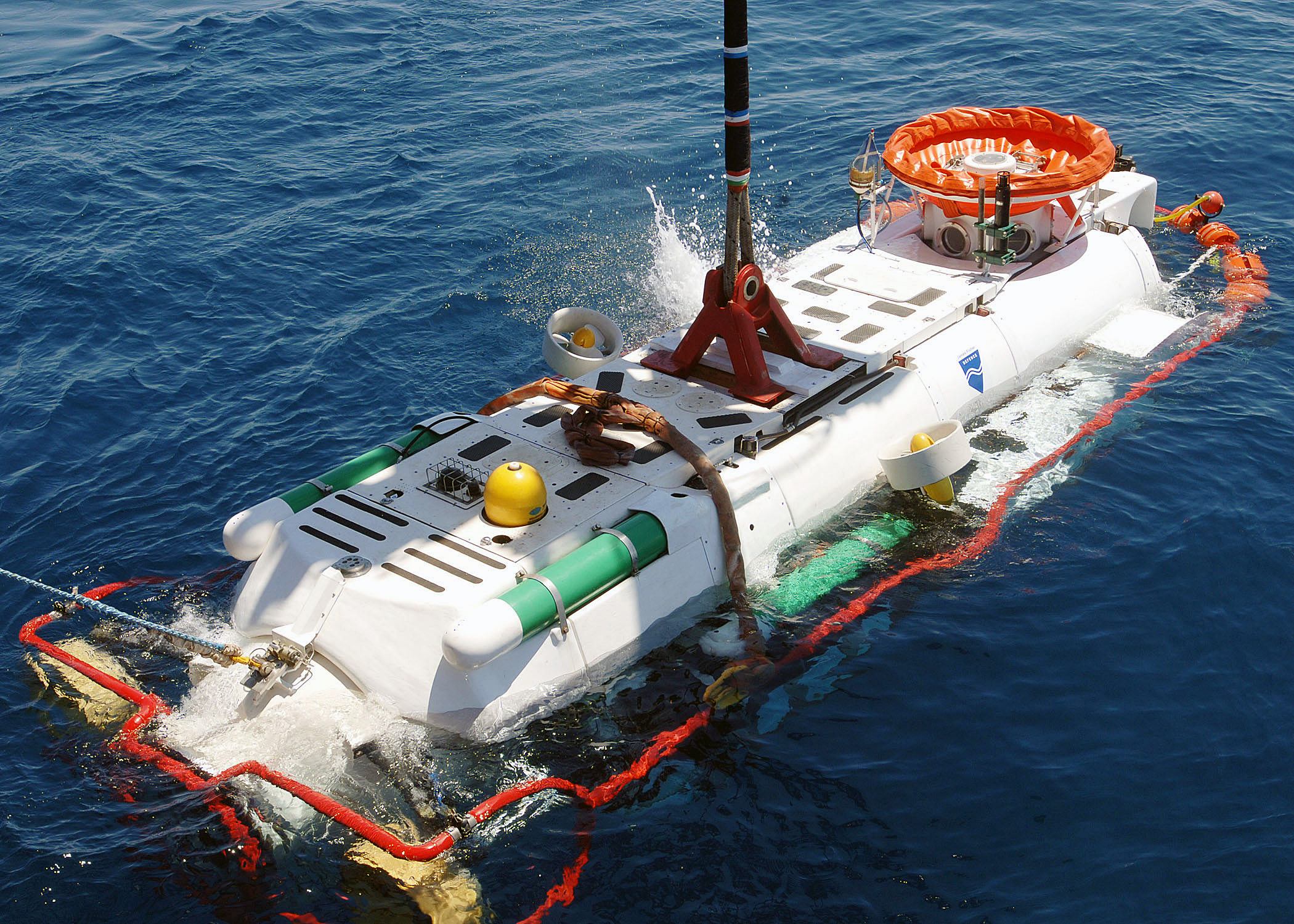
Le véhicule de sauvetage submersible en eaux profondes britannique LR5.

Des médias privés ainsi que les journaux d’État russes critiquent le refus catégorique de la Marine d'accepter l'aide internationale. Le 17 août 2000, cinq jours après l'accident, le président Poutine finit par accepter les offres d'aide des gouvernements britanniques et norvégiens. Le 19 août à 20 h, le bâtiment norvégien Normand Pioneer arrive sur zone avec le véhicule de sauvetage submersible en eaux profondes britannique LR5 à son bord, sept jours après le naufrage,. Six équipes de plongeurs russes, britanniques et norvégiens arrivent le vendredi 18 août. La 328e force expéditionnaire de secours, appartenant à la composante « Recherche et sauvetage » de la Marine russe, fournira également des plongeurs.
Le dimanche 20 août, les Norvégiens envoient un ROV examiner le sous-marin. Ils découvrent que les 18 premiers mètres à l'avant du sous-marin ont été détruits par des explosions. L'ensemble de la proue du navire est une masse de métal tordu et de débris.
Les officiers supérieurs russes imposent des contraintes spécifiques, limitant le travail des plongeurs norvégiens à la poupe du bâtiment, et en particulier à la trappe d'évacuation située au-dessus du neuvième compartiment et une soupape de commande d'air connectée au sas d'évacuation. Les plongeurs norvégiens protestent contre ces restrictions qui, selon eux, entravent les opérations de sauvetage.
Lorsque les plongeurs tentent d'ouvrir le sas d'évacuation, celui-ci ne bouge pas. Les experts russes qui avaient participé à la conception de l'un des sous-marins les plus avancés technologiquement de la flotte russe disent aux plongeurs qu'ils doivent ouvrir la valve en tournant dans le sens antihoraire, sans quoi ils risquaient de casser le dispositif d'ouverture. Les plongeurs décident finalement, contre l'avis des experts, d'essayer de tourner le dispositif dans le sens horaire et la valve finit par s'ouvrir.
Les plongeurs essayent ensuite d'utiliser les bras mécaniques du ROV pour ouvrir la trappe du sas d'évacuation mais leurs tentatives échouent jusque dans la matinée du lundi 21 août, quand ils réussissent enfin à ouvrir le sas qu'ils trouvent rempli d'eau de mer,. Pour parvenir à ouvrir la trappe inférieure du sas, les plongeurs utilisent un outil spécialement conçu à cet effet, libérant un grand volume d'air présent dans le neuvième compartiment (l'eau de mer s'était infiltrée à travers la trappe supérieure et avait inondé le sas mais la trappe inférieure était restée étanche). Les plongeurs font pénétrer une caméra placée au bout d'une tige à l'intérieur du compartiment et constatent la présence de plusieurs corps.
Les sociétés de sauvetage conviennent que les plongeurs norvégiens découperaient un trou dans la coque mais que seuls les plongeurs russes seraient autorisés à entrer dans le sous-marin. Un trou est percé par les Norvégiens dans le huitième compartiment, les plongeurs russes pénètrent à l'intérieur de l'épave et ouvrent la porte dans la cloison qui sépare les huitième et neuvième compartiments.
Ils constatent que la poussière et les cendres présentes dans le neuvième compartiment rendent la visibilité quasi nulle. Progressant peu à peu à l'intérieur du compartiment et des deux niveaux, l'adjudant Sergei Shmygin découvre la dépouille du lieutenant-capitaine Dmitri Kolesnikov. L'ensemble des corps retrouvés dans le compartiment présente des traces de brûlures, trois corps sont si carbonisés qu'il est impossible de les identifier. Les plongeurs découpent des trous supplémentaires au-dessus des troisième et quatrième compartiments. Les plongeurs russes retirent des documents secrets et remontent un total de 12 corps présents dans le neuvième compartiment. Cela contredit des déclarations antérieures faites par de hauts responsables russes selon lesquelles tous les sous-mariniers étaient morts avant que le sous-marin n’ait touché le fond. Les plongeurs trouvent également le journal de bord, mais doivent suspendre leurs travaux en raison du climat. Les équipes de plongeurs mesurent régulièrement les niveaux de radioactivité à l'extérieur et à l'intérieur du sous-marin sans que celles-ci n'indiquent des valeurs supérieures à la normale.
Le 21 août, le chef d'état-major de la Flotte du Nord Mikhaïl Motsak annonce au public que le Koursk a été inondé et que l'équipage est mort. D'autres plans sont élaborés pour continuer à remonter les corps, mais la Marine russe ne parvient pas à signer de contrat avec des sociétés étrangères, et les familles des victimes protestèrent en affirmant qu'elles ne souhaitent pas que davantage de vies soient risquées pour remonter les corps.

### Les survivants du compartiment arrière
Au total, 24 hommes étaient affectés aux compartiments 6 à 9, à l’arrière du sous-marin. Vingt-trois hommes survivent aux deux explosions et se réfugient dans le neuvième compartiment qui disposait également d’un sas de secours. Le capitaine-lieutenant Dmitri Kolesnikov, responsable du département des turbines, et l’un des trois autres officiers à avoir survécu prennent apparemment les choses en main.
Kolesnikov écrira deux notes, dont certains extraits seront présentés aux médias par le vice-amiral Motsak pour la première fois le 27 octobre 2000. La première, rédigée à 13 h 15 le jour du naufrage, contient un message à sa famille et au verso, des informations sur leur situation et sur le nom des marins présents dans le neuvième compartiment. L’écriture semble normale, ce qui laisse penser que les marins avaient encore de l’électricité.

« Il est 13 h 15. Tous les personnels des sections six, sept et huit se sont réfugiés dans la section neuf, nous sommes 23 ici. Nous nous sentons mal, affaiblis par le dioxyde de carbone… La pression augmente dans le compartiment. Si nous essayons de remonter à la surface, nous ne survivrons pas à la compression. Nous ne tiendrons pas plus d'un jour,… Tous les personnels des sections six, sept et huit se sont réfugiés dans la section neuf. Nous avons pris cette décision car aucun d’entre nous ne peut s’échapper. »

Kolesnikov écrit une deuxième note à 15 h 45. Son écriture est, cette fois, très difficile à lire.

« Il fait trop sombre ici pour écrire, mais j’essayerai au toucher. Il semble que nous n’ayons aucune chance [de survivre], 10-20 % peut-être. Espérons au moins que quelqu’un lira ceci. Voici une liste des personnels d’autres sections, qui sont maintenant dans le neuvième [compartiment] et qui vont essayer de sortir. Saluts à tous, pas besoin de désespérer. Kolesnikov. »

Le journal Izvestia rapporte le 26 février 2001 qu’une autre note, rédigée par le lieutenant-commandant Rashid Aryapov, avait été retrouvée pendant les opérations de sauvetage:22. Aryapov occupait un poste de commandement au sein du sixième compartiment où le réacteur nucléaire était situé. La note était écrite sur une page de roman policier qui avait été enveloppé dans du plastique. Elle sera retrouvée dans une de ses poches, une fois que sa dépouille sera remontée. Izvestia citant un officier naval sous couvert de l’anonymat affirme qu’Aryapov avait écrit que l’explosion avait été causée par « un problème dans le compartiment des torpilles, à savoir l'explosion d'une torpille pour laquelle le Koursk devait procéder à des essais ». Izvestia rapporte également qu’Aryapov avait écrit que le sous-marin avait été violemment secoué par l’explosion et que de nombreux membres d’équipage avaient été blessés par des objets projetés en l’air,. Pour l’opinion publique russe, il apparaît alors que la Marine cherchait à couvrir son incapacité à sauver les marins qui avaient été pris au piège.

## Enquête

### Enquête officielle
L'enquête officielle est confiée au procureur général de Russie, Vladimir Oustinov, connu pour être un proche de Vladimir Poutine, ce dernier lui adjoint les services de Nikolaï Patrouchev, l'ancien directeur du FSB.
Oustinov produit un rapport top-secret en 133 volumes en août 2002, deux ans après le naufrage. Le gouvernement russe en publiera un résumé de quatre pages dans la Rossiïskaïa Gazeta qui révèle des « violations stupéfiantes des procédures, un matériel de mauvaise qualité, obsolète et mal entretenu, » et des « négligences, incompétences et mauvaises décisions ». Le rapport affirme que les opérations de sauvetage avaient été retardées sans justification.

#### Explosion d’une torpille d’entraînement
Écartant finalement l’hypothèse d’une collision longtemps défendue par le commandement supérieur de la Marine, le rapport confirme que le Koursk avait été coulé par l’explosion d’une torpille causée par une fuite de high-test peroxide (en) (HTP), une forme très concentrée de peroxyde d'hydrogène,,,. Il affirme que la première explosion avait détruit le compartiment des torpilles et tué tous les hommes présents dans le premier compartiment,.
Le HTP est normalement stable jusqu’à ce qu’il entre en contact avec un catalyseur. Le volume du HTP augmente alors extrêmement rapidement jusqu’à 5 000 fois, agissant comme oxydant et générant de gros volumes de vapeur et d’oxygène,. L’oxygène est combiné au kérosène dans le moteur de la torpille pour propulser celle-ci à très grande vitesse et lui donner un rayon de frappe bien plus important que celui des torpilles conventionnelles:34. Les enquêteurs concluent que la fuite d’HTP avait produit une réaction catalytique quand il est entré en contact avec le cuivre présent dans les alliages de bronze et d’étain utilisés pour la fabrication des tubes lance-torpilles du Koursk. La surpression résultant de la réaction entraîne la rupture du réservoir de kérosène de la torpille et provoque une explosion qui est enregistrée comme un événement sismique mineur par les stations sismiques situées jusqu’à plusieurs centaines de kilomètres.
Des analyses révèlent que lors de l’explosion des 1 000 kg de peroxyde concentré et des 500 kg de kérosène, les portes intérieures et extérieures du tube lance-torpilles sont pulvérisées, permettant à l’eau de mer d’inonder instantanément le compartiment des torpilles. Les équipes de sauvetage localiseront une partie du tube lance-torpille no 4 sur le fond marin à 50 m de distance de l’épave. Sa position, la distance et sa direction relative par rapport au reste de l’épave indiquent que le débris avait été éjecté à la suite de la première explosion.
Le carburant présent dans les torpilles qui armaient le Koursk est très bon marché et très puissant. Les torpilles propulsées au HTP étaient en service depuis les années 1950, mais d’autres marines occidentales avaient cessé d’y avoir recours en raison du danger inhérent à leur conception. Le HMS Sidon de la Royal Navy britannique avait coulé en 1955 alors qu’une torpille expérimentale contenant du HTP avait explosé pendant son chargement, tuant 13 marins.
Selon un article qui apparaît brièvement, le jeudi 17 août 2000, sur le site internet du journal officiel du ministère de la Défense russe Krasnaïa Zvezda, le Koursk avait été adapté en 1998 — quatre ans après son entrée en service — pour emporter des torpilles bon marché propulsées à l’HTP. L’article rapporte que des spécialistes de la Marine russe étaient opposés à l’utilisation de torpilles à l’HTP en raison de la volatilité du carburant et de leur dangerosité. L’article ne sera pas repris par l’édition papier du vendredi 18 août. Sur le site internet, l’article est rapidement remplacé par un autre article supposant que le sous-marin était entré en contact avec un « objet non-identifié ». Ce retrait est probablement dû à des pressions politiques:23. Le vice-Premier ministre Ilia Klebanov, chargé de l’enquête gouvernementale sur les causes de l’accident, avait un intérêt personnel à défendre l’hypothèse d’une collision avec un sous-marin de l’OTAN. En effet, en tant que responsable des industries de la défense, il avait mis en avant l’utilisation de torpilles à carburant liquide au détriment des torpilles aux batteries argent-zinc, plus chères mais aussi plus sûres:23. Malgré le danger et les mises en garde de spécialistes, la Marine russe, à court d'argent, continuera à utiliser ces torpilles au HTP parce qu'elles sont très bon marché,.

#### La piste d’une soudure défectueuse
Le rapport final du gouvernement met au jour que les officiers ayant donné l’ordre approuvant l’utilisation de torpille à l’HTP n’étaient pas habilités à donner de tels ordres. La torpille d’entraînement en cause avait 10 ans d’âge et certains de ses composants n’étaient pas prévus pour durer aussi longtemps. Plusieurs sources affirment qu’une des torpilles d’entraînement chargées à bord du sous-marin était tombée pendant son transport, causant peut-être une fissure dans son boîtier, mais que l’arme avait été chargée à bord du sous-marin malgré tout:23. La grue qui aurait normalement dû être utilisée pour charger les torpilles était, comme souvent, hors-service, et une autre grue avait dû être amenée sur place retardant le processus de chargement. Cette panne rendait encore plus compliqué le fait de retirer une torpille endommagée quand bien même la décision aurait été prise:23.
Le personnel qui avait chargé la torpille d’entraînement à bord du sous-marin la veille du naufrage avait observé que du carburant fuyait à travers le joint en caoutchouc et en informa des officiers subalternes, cependant aucune mesure ne fut prise car cela risquait de retarder un exercice par ailleurs très important pour la Marine russe. Bien que les fuites aient été repérées, le joint en caoutchouc ne sera pas remplacé avant le début de l’exercice:35. En ce qui concerne la préparation au tir d’une torpille à l’HTP, l'équipage était tenu de suivre une procédure très stricte.
Les journaux d’entretien révélèrent que la torpille d’entraînement de type 65-76 « Kit » emportée par le Koursk était issue d’un lot de 10 torpilles produites en 1990 ; sur ce lot six torpilles avaient été écartées en raison de défauts de soudure. Une enquête révèle que ces torpilles n’ayant jamais été conçues pour emporter des ogives, les soudures n’avaient jamais été inspectées avec autant d’attention que celles des torpilles emportant des ogives. Lorsque les équipes de plongeurs récupéreront les restes de la torpille et du tube de lancement, les analyses détermineront que les signes de déformation dans l'alésage et les dégâts causés par la chaleur indiquaient tous deux que l’explosion avait eu lieu vers le milieu de la torpille, à proximité d'un joint de soudure essentiel. La conclusion officielle de la commission est donc qu’une soudure défectueuse a conduit à l’explosion.

#### Explications alternatives
Alors que la commission gouvernementale avançait le défaut de soudure sur la torpille d’entraînement comme étant la cause de l’explosion, le vice-amiral Valeri Ryazantsev ajoute l’insuffisance de formation de l’équipage, le manque d’entretien des armes et des inspections incomplètes ayant conduit l’équipage à mal manipuler la torpille. La porte intérieure du tube lance-torpille avait été conçue pour être trois fois plus résistante que la trappe extérieure, de telle sorte qu’une explosion à l’intérieur du tube aurait été principalement dirigée vers la mer. Les plongeurs des équipes de sauvetage retrouveront la porte intérieure du tube encastrée dans une cloison à 12 m du tube. Cet élément conduit les enquêteurs à penser que la porte intérieure n’était pas complètement fermée lorsque l’explosion est survenue.
Il était alors connu que les connecteurs électriques entre les torpilles et la porte intérieure du tube lance-torpille n’étaient pas fiables, ce qui obligeait souvent les marins à rouvrir la porte pour nettoyer les connecteurs afin que la connexion électrique se fasse. L’équipage du Koursk n’avait pas tiré la moindre torpille depuis trois ans et la dernière qu’ils avaient tirée était une torpille à batterie bien plus simple. L’équipage devait procéder à un entretien spécifique et régulier du tube, ainsi qu’à chaque fois qu’une torpille était tirée. Cet entretien consistait à nettoyer le tube lance-torpille du lubrifiant, des éclats de métal et de la poussière accumulée pendant les longues périodes d’inactivité,,.
Après l’accident, les enquêteurs retrouveront une copie, en partie brûlée, d’un manuel d’instructions pour la charge de torpilles à l'HTP, mais les instructions concernaient des torpilles différentes de celles embarquées et ces instructions ne prévoyaient pas de tester une valve à air. La 7e division de la 1re flottille de sous-marins n’avait jamais contrôlé les qualifications de l’équipage du Koursk ni sa connaissance de la manipulation des torpilles à l'HTP. L’équipage du Koursk n’avait pas d’expérience dans le domaine et n’avait pas été entraîné à manipuler ce type de torpilles. L’inexpérience, le manque d’entraînement, le manque de contrôle des qualifications et d’inspections, la présence d’un manuel d’instruction inadapté seront autant d’éléments ayant participé à l’explosion:35,. Ryazantsev affirme que les signatures sur les documents prouvant que les marins avaient suivi un entraînement adéquat pour la manipulation des torpilles à l’HTP avaient été falsifiées. Il ajoute que les fusibles des ogives sur les torpilles de combat no 1, 3, 5 et 6 se sont déclenchés lors de l'effondrement du premier compartiment après avoir touché le fond de la mer.

### Dégâts liés à l’explosion
La cloison entre le premier et le deuxième compartiment est traversée par un conduit de climatisation circulaire de 47 cm de diamètre. La cloison aurait dû arrêter l’onde de choc mais conformément à une pratique alors courante dans les sous-marins russes, la vanne pressurisée dans le système de ventilation traversant la cloison avait été laissée ouverte pour réduire les variations de pression pendant le tir d’une torpille:208.
L’ouverture de la vanne du système de ventilation permet à l’énorme onde de choc, ainsi que probablement à la fumée de l’incendie et à des gaz toxiques, d’affecter le deuxième et peut-être les troisième et quatrième compartiments. L’ensemble des 36 hommes situés au poste de commandement dans le deuxième compartiment sont immédiatement neutralisés et probablement tués sur le coup. Le corps d’un des marins sera retrouvé encastré dans le plafond du deuxième compartiment:218. Bien que le sous-marin se soit trouvé à l’immersion périscopique (moins de 20 m de profondeur) avec ses antennes radio déployées, personne dans le poste de commandement n’était plus en mesure d’envoyer un signal de détresse ni de déclencher la chasse aux balasts en urgence, ce qui aurait permis au sous-marin de refaire surface.

### Défaillance de la bouée de sauvetage
Le Koursk était équipé d'une bouée d'alerte de sauvetage située au-dessus du septième compartiment qui était conçue pour se déclencher automatiquement lorsqu’une variété de conditions d’urgence se présentaient comme un incendie ou un changement de pression brutal:215. Cette bouée devait flotter à la surface et envoyer un signal permettant aux secours de localiser le bâtiment en détresse. Certains rapports affirment que la bouée ayant mal fonctionné à plusieurs reprises avait été soudée:215. En réalité, le Koursk avait été déployé en mer Méditerranée pendant l’été 1999 pour surveiller les mouvements de la sixième flotte américaine pendant la guerre du Kosovo. Les officiers russes auraient alors craint que la bouée ne se déclenche accidentellement, révélant la position du sous-marin aux bâtiments américains. Ils ordonnèrent donc que la bouée soit désactivée et elle sera retrouvée sur l’épave:215.

## Victimes
L'ensemble des cent dix-huit membres d'équipage — cent onze marins, cinq officiers de la 7e division de SSGN et deux ingénieurs — présents à bord du Koursk, trouve la mort. L'année suivante, une entreprise néerlandaise est retenue par les Russes pour remonter l'épave. Employant des technologies récemment développées, l'épave du sous-marin est remontée à la surface à l'exception de la proue (correspondant au compartiment des torpilles), ainsi que les dépouilles de cent quinze marins, qui sont ensuite inhumées en Russie.

## Réactions

### Réponse officielle du gouvernement russe
La Marine russe minore l'incident dans un premier temps. Tard dans la soirée du samedi 12 août 2000, neuf heures après que le Koursk a coulé, le commandant de la flotte du Nord, l'amiral Popov, ordonne que les recherches soient lancées. Douze heures après le naufrage, Popov informe le Kremlin, mais le ministre de la Défense Igor Sergueïev n'informe Poutine que le dimanche matin à 7 h. Sergueïev « ne recommande pas » à Poutine de se rendre sur le site du naufrage.
Le dimanche, alors que Popov savait déjà que le Koursk était porté manquant et avait probablement coulé, il fait un point devant des journalistes sur le déroulement de l'exercice naval. Il affirme que l'exercice était un succès complet et se montre satisfait du déroulement de l'opération:149,:23.
La première annonce de l'accident par des officiels russes n'a lieu que le lundi. Un fax, signé du porte-parole de la Marine est envoyé aux médias. Le communiqué indique que le Koursk avait connu des « problèmes techniques mineurs » le dimanche. Il affirme que le sous-marin s'était « posé sur le fond à la suite d'un accident technique mineur », qu'il n'y avait pas d'armes nucléaires à bord, qu'un contact avait été établi avec l'équipage, que le sous-marin était alimenté en air et en électricité et que « tout le monde à bord était en vie ». Le vice-amiral Motsak donne des nouvelles porteuses d’espoir à la télévision en indiquant que la seule chose claire est qu’il « y a des gens vivants qui lancent des SOS » et que les marins avaient « assez d’oxygène pour tenir dix jours ». La BBC rapporte que l'équipage du Koursk « avait été contraint de poser » le sous-marin au fond de la mer celui-ci s'étant « brisé au cours d'un exercice » mais que des équipes de sauvetage « étaient en contact radio avec les bâtiments de surface ».

#### Théories du complot et autres hypothèses
Le gouvernement russe nomme une commission d’enquête, présidée par le vice-Premier ministre Ilia Klebanov, le 14 août, soit deux jours seulement après le naufrage du Koursk. Près de la moitié des membres de la commission étaient des officiels ayant un intérêt direct ou indirect dans les conclusions de l’enquête et les enquêteurs indépendants ne sont pas invités à prendre part aux travaux, donnant l’impression que les conclusions de la commission ne seraient pas impartiales:32.
Les officiers supérieurs de la Marine russe proposent une grande variété de causes possibles pour expliquer l’accident. Quatre jours après le naufrage du Koursk, le commandant en chef de la Marine russe et amiral de la flotte Vladimir Kouroïedov affirme que l’accident a été causé par une importante collision. Klebanov affirme que le sous-marin pourrait avoir heurté une vieille mine de la Seconde Guerre mondiale. Il indique également que pratiquement tous les marins étaient morts avant que le sous-marin ne heurte le fond de la mer.
Alors que la plupart des experts sont d’accord pour dire qu’une torpille a explosé, ils divergent sur les causes de l’explosion. De nombreux Russes ne pensaient pas que le Koursk pouvait être coulé si facilement. La catastrophe donne naissance à un grand nombre de théories du complot destinées à expliquer les causes du désastre. L’une des théories sous-tend que l’explosion aurait eu lieu dans les réservoirs à air comprimé utilisés pour remplir les ballasts, situés à proximité des tubes lance-torpilles. Des journaux de référence tels que le Der Spiegel, le Berliner Zeitung et le Sunday Times affirment être en possession de documents prouvant que le sous-marin avait été coulé par un missile tiré depuis le croiseur Pierre le Grand:33. La concentration importante de bâtiments dans le cadre d'un exercice naval de grande ampleur augmente la probabilité d’un tir ami.
Presque immédiatement après l'accident, l'agence de presse tchétchène indépendante Kavkaz Center (en) annonce que l'explosion serait due à un attentat-suicide d'un islamiste du Daghestan embarqué dans le sous-marin. Cette hypothèse est cependant vite écartée par les autorités russes.
D’autres théories avancent la piste de l’erreur humaine, du sabotage et celle qui veut que le Koursk testait une nouvelle torpille top-secrète utilisant le phénomène de supercavitation, Chkval (en russe : шквал, « rafale »), capable d’atteindre la vitesse de 200 nœuds (370 km/h), contre laquelle les marines occidentales n’avaient aucune défense. Une autre théorie veut que le sous-marin américain USS Memphis, qui patrouillait dans les parages pour observer les manœuvres, ait torpillé le Koursk.

#### Piste d'une collision avec un sous-marin de l'OTAN
Parmi les différentes théories sur les causes de la catastrophe, des membres du haut-commandement de la Marine russe pensent que le sous-marin est entré en collision avec un sous-marin de l'OTAN. Le 14 août, le jour où la commission d'enquête officielle est composée, l'amiral de la flotte Vladimir Kouroïedov déclare que l'accident avait été causé par une importante collision, sans toutefois apporter de preuves pour appuyer ses dires. Des hommes politiques de droite ou conservateurs, ainsi que ceux opposés à la normalisation des relations de la Russie avec les pays occidentaux, défendent alors ce scenario.
Le 29 ou 30 août 2000, la commission gouvernementale chargée de l’enquête annonce que la cause probable du naufrage était un « fort “impact dynamique externe” correspondant au “premier événement” », probablement une collision avec un sous-marin étranger ou un important bâtiment de surface ou que le sous-marin avait heurté une mine de la Seconde Guerre mondiale. Le rapport annonce que les exercices navals avaient été surveillés par deux sous-marins américains de classe Los Angeles — l’USS Memphis et l’USS Toledo — et par le sous-marin de la Royal Navy britannique de classe Swiftsure HMS Splendid. Lorsque l’exercice est annulé à la suite de l’accident, ceux-ci se dirigent vers des ports européens.

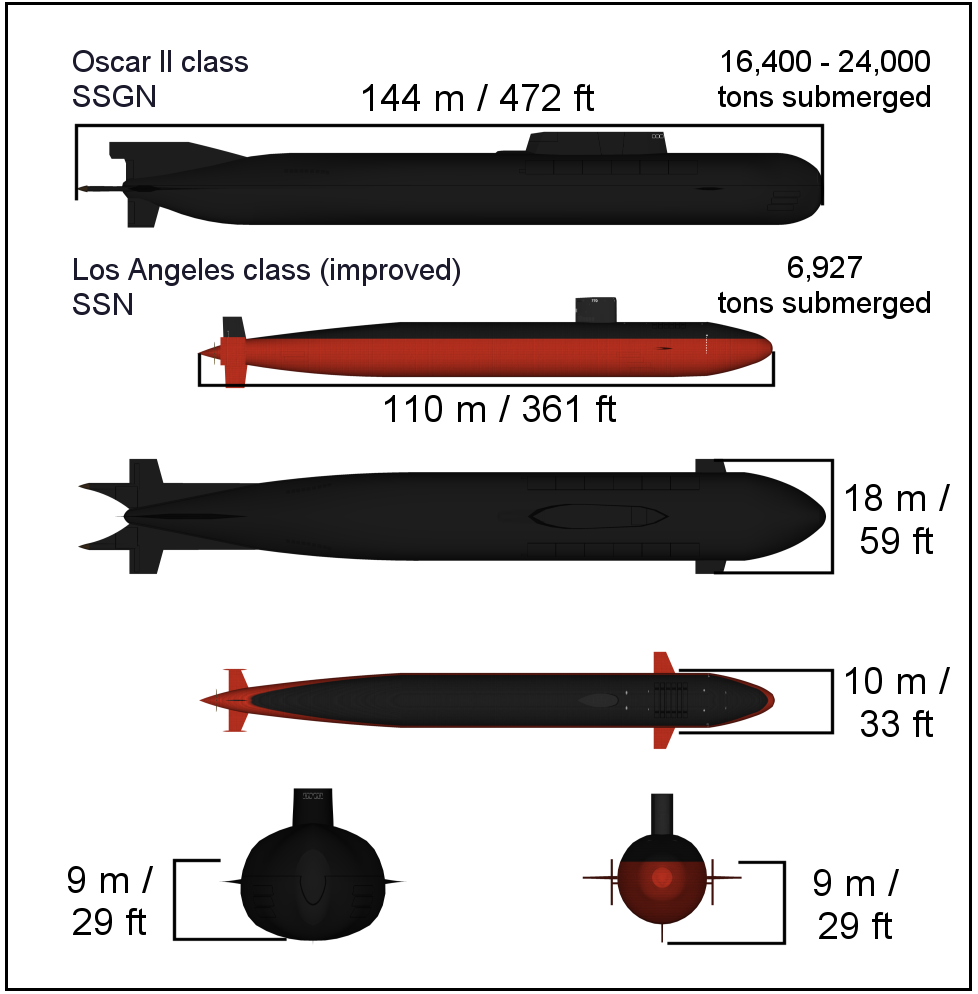
Comparaison entre la taille et le gabarit du Koursk et de l’, dont le déplacement en plongée est moitié moins important que celui du Koursk.

Le secrétaire à la Défense américain William S. Cohen répond aux accusations russes de collision avec un sous-marin américain lors d’une conférence de presse à Tokyo le 22 septembre 2000.

« Question : les Russes laissent entendre que l'une des raisons possibles [du naufrage] est une collision avec un sous-marin de l’OTAN ou américain, ils demandent de les laisser inspecter, deux sous-marins américains et la réponse côté américain est non ; je demande donc, pourquoi pas ? Quel est votre point de vue sur cet accident en particulier. Merci. »

« Réponse : Je sais que tous nos bâtiments sont opérationnels et ne peuvent donc avoir été impliqués dans aucune sorte de contact avec le sous-marin russe. Donc franchement, il n'y a pas besoin d'inspections, puisque les nôtres sont complètement opérationnels, il n'y a eu aucun contact avec le Koursk. »

Alors que l’enquête officielle est encore en cours, le commandant de la flotte du Nord, Popov, et son chef d’état-major Motsak sont interrogés par le quotidien espagnol El Mundo, le 25 octobre. Ils répètent leur théorie selon laquelle le Koursk était entré en collision avec un sous-marin de l’OTAN qui surveillait le déroulement de l’exercice. L’amiral de la flotte Vladimir Kouroïedov affirme lui aussi le 25 octobre qu’il était sûr à 80 % que l’accident avait été causé par la collision avec un sous-marin étranger:22. Il y avait eu au total onze collisions entre sous-marins en mer de Barents depuis 1967 et la Marine russe produisit une vidéo de l’épave prouvant — d’après elle — qu’il s’agissait bien d’une collision.
Le 5 novembre, un porte-parole de l’état-major de la flotte du Nord indique à la chaîne de télévision russe NTV que le naufrage avait été causé par une collision et Motsak répète cette assertion le 17 novembre dans un entretien avec le journal russe Izvestia. Ils insistent sur le fait qu’un sous-marin américain tournait autour du Koursk et que la collision avait eu lieu parce qu’il s’était rapproché trop près. La Marine russe diffuse une image satellite de l’USS Memphis à quai dans une base navale norvégienne près de Bergen quelques jours après la collision et affirme que cela prouve que le sous-marin s’y était réfugié pour effectuer des réparations mais l’authenticité des photos ne fut jamais prouvée, et la seule photo de près diffusée dans un journal russe ne montre aucun dégât apparent ni aucune réparation en cours.
Mais les experts en sismicité concluent que le premier signal enregistré correspondait à une explosion et non à une collision. Les géophysiciens qui analysent les signaux sismiques des deux explosions concluent que les deux signaux étaient très similaires. Les ondes sismiques du deuxième évènement, qui a été identifié comme étant l’explosion de plusieurs ogives de torpilles, génère également une bulle à haute fréquence, signature caractéristique d’une explosion sous-marine d’une puissance de 3-7 tonnes de TNT. Lorsque le premier signal est comparé au second, les géophysiciens concluent que le premier événement correspondant également à l’explosion d’une torpille. La station de surveillance sismique Blacknest du Atomic Weapons Establishment situé dans le West Berkshire, qui étudie les signaux sismiques générés par des explosions nucléaires souterraines et ceux générés par les tremblements de terre depuis les années 1960, identifie deux explosions distinctes. Elle détermine que les deux ondes de choc présentaient des similitudes parfaites et qu’elles correspondaient à des explosions de torpilles.

### Critiques de la réponse du gouvernement
Alors que les équipes de sauvetage échouaient de manière répétée à s’arrimer au sas d’évacuation et à entrer en contact avec de potentiels survivants à bord du sous-marin, le président Poutine est montré décontracté, en vacances dans une villa sur la mer Noire. Cette indifférence perçue choquera les familles des marins du Koursk et un grand nombre de Russes.
Les médias russes sont alors très critiques sur la gestion du naufrage par le gouvernement. Des images de familles en colère demandant des informations ou attendant inquiètes à quai pour recevoir des nouvelles de leurs proches sont diffusées par les télévisions du monde entier. Certains proches affirmeront avoir pris connaissance du naufrage par l’intermédiaire des médias:108 ou par des rumeurs contradictoires circulant sur la base navale:87. Ceux-là se plaignent de ne pas avoir reçu d’information du gouvernement sur le naufrage et les opérations de sauvetage avant le mercredi, soit quatre jours après que le sous-marin a coulé. Certains ne pouvaient même pas affirmer avec certitude si l’un de leurs proches était à bord (les sous-marins russes comptent deux équipages qui se relaient). Le gouvernement refuse de diffuser une liste des marins portés disparus, y compris à leurs familles, jusqu’à ce qu’un journaliste de la Pravda paye 18 000 roubles à un officier pour obtenir cette liste. Le gouvernement russe tente alors d’empêcher les journalistes d’entrer en contact avec les familles des victimes:37.
Les informations contradictoires, voulant que les plongeurs ne réussissent pas à ouvrir le sas mais qu’ils auraient entendu des survivants, enflamment l’opinion publique russe. Les médias décrivent la réaction du gouvernement russe face à la catastrophe comme étant « techniquement inepte » et sa version des faits « totalement douteuse ».
Le 17 août, au bout de cinq jours, Poutine sort de son silence et déclare aux journalistes, toujours depuis son lieu de vacances : « La situation est critique, mais la Flotte du Nord a toutes les compétences et le matériel pour effectuer le sauvetage sans faire appel à l’aide étrangère. »

### Poutine rencontre les familles

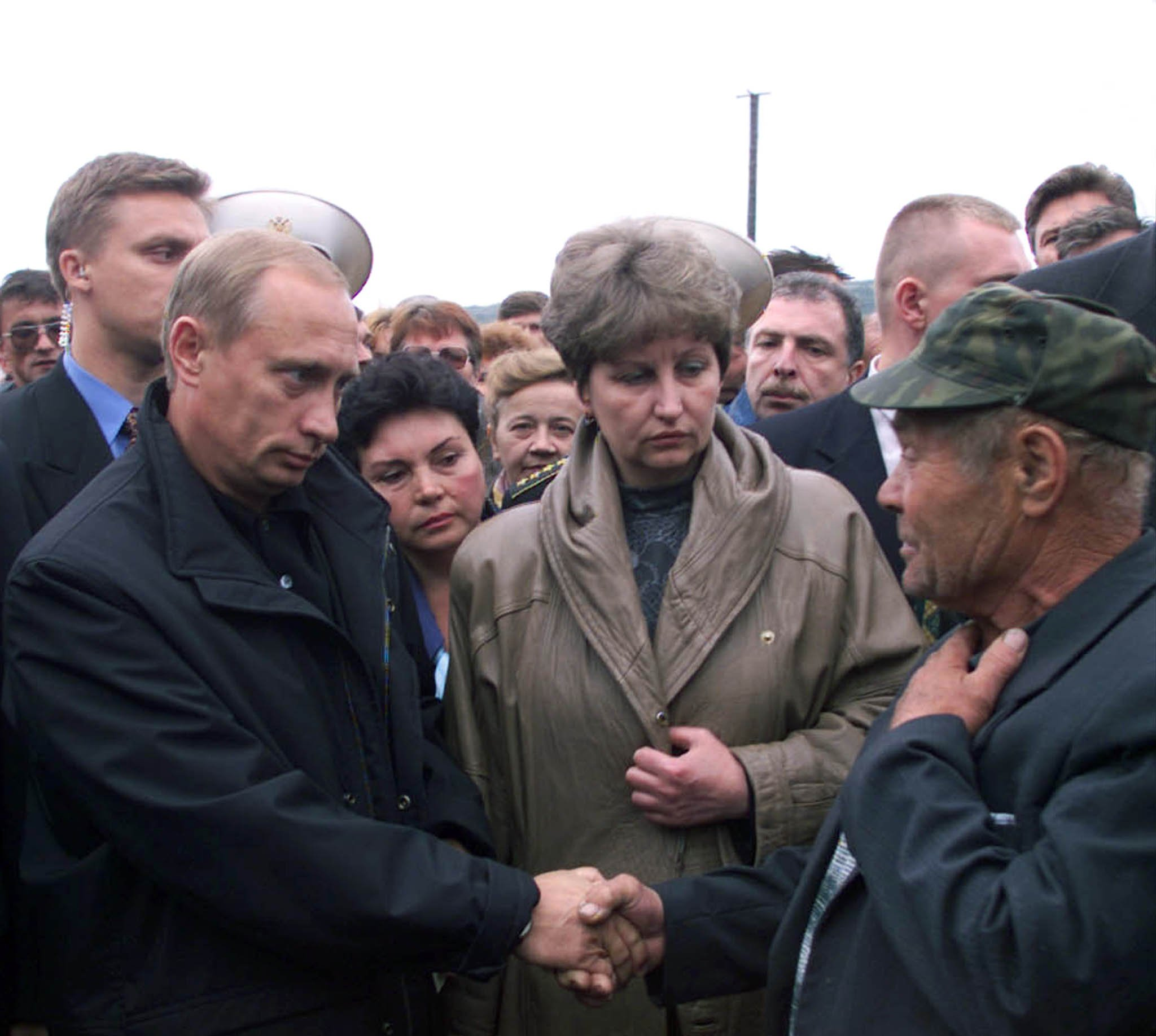
Le président Poutine rencontre les familles des disparus à la base navale de Vidiaïevo. Au cours d’une réunion tendue, les familles se plaignent de la réponse apportée par la Marine russe à cette catastrophe.

Le président Poutine est informé par les militaires dans les instants qui suivent le naufrage que la situation était sous contrôle et qu’il n’avait pas besoin d’intervenir,. Il lui est indiqué qu’il y avait une forte probabilité pour qu’un bâtiment étranger soit impliqué dans l’accident et que la Russie ne devait pas accepter l’aide étrangère:154. Quatre mois seulement après son élection à la présidence de la fédération de Russie, les médias et l’opinion publique russe sont très critiques face à la décision de Poutine de rester sur son lieu de vacances sur la mer Noire et sa popularité dans les enquêtes d’opinion chute de manière vertigineuse. Le président donne l’impression d’être insensible et le gouvernement incompétent.
Le mardi 22 août, dix jours après le naufrage, Poutine rencontre à 20 h dans le centre culturel et le club des officiers de la base navale de Vidiaïevo quelque 400 à 600 habitants de la base:154,:105 et 350 membres des familles de marins Koursk,:107. La réunion est interdite aux médias et les accès strictement contrôlés. Deux journalistes russes des journaux Nezavisimaya Gazeta et Kommersant, qui se font passer pour des proches, sont témoins des échanges qui ont lieu à l’intérieur de la salle. Des veuves et des mères de soldats hystériques prennent à partie le président Poutine, lui demandent pourquoi elles recevaient autant d'informations contradictoires, et qui serait puni pour la mort de leurs proches. « Pensez-vous que nos hommes soient toujours en vie ?», « Pourquoi avez-vous tué nos gars ? », « Quand les corps des sous-mariniers seront-ils ramenés à la maison ? », « Quand pourrons-nous les revoir, morts ou en vie ? », « Qui allez-vous punir pour leur mort, et comment ? »:107. La réunion dure entre trois et six heures.

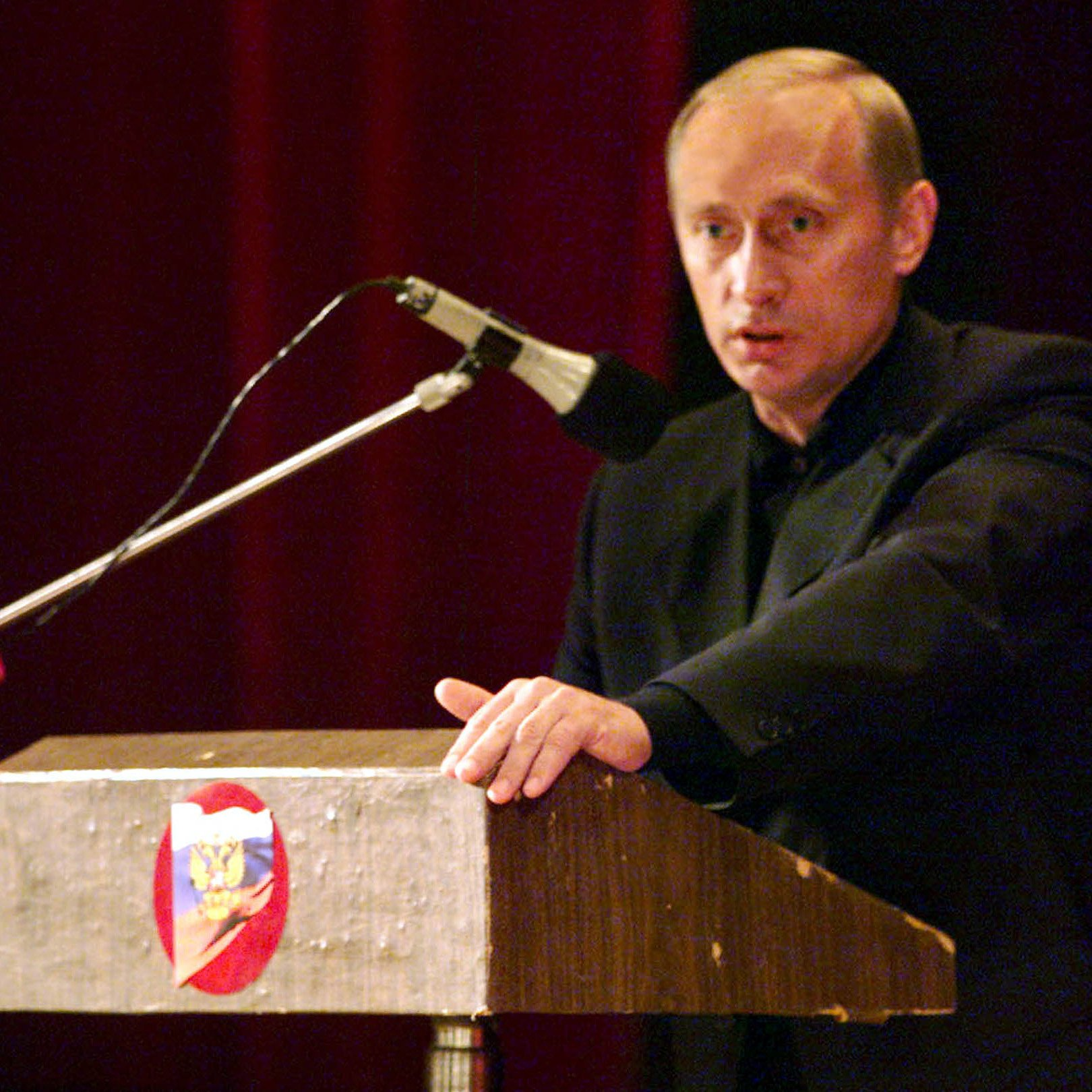
Poutine lors de la réunion du 22 août avec les familles des marins.

RTL fournit au quotidien russe Kommersant une retranscription complète des échanges:155. La retranscription révèle que Poutine avait dit aux familles que l’Amiral de la Flotte Vladimir Kouroïedov avait accepté les propositions d’aide étrangères dès qu’elles avaient été formulées le mercredi 16 août, mais il est immédiatement hué. Les familles de marins savaient en effet d’après les articles de presse que l’assistance des gouvernements étrangers avait été offerte dès le lundi:108. Jusqu’alors les familles des marins avaient reçu la somme de 1 000 roubles (environ 37 US$ en 2000) en dédommagement, et Poutine leur offre une compensation additionnelle équivalente à dix ans de salaire, soit environ 7 000 US$ en 2000:108,.

### Une mère de soldat droguée de force
La chaîne de télévision d’État russe RTR est le seul média à avoir accès à la réunion. Le compte-rendu de la réunion sera monté de sorte à ne garder que les passages montrant le président s’exprimer, en éliminant les séquences fortes en émotions et ceux où Poutine était mis en difficulté par les familles. Leur unique caméra de télévision envoyait son signal à un camion satellite loué par RTR au groupe allemand RTL, et ils ont enregistré l’intégralité des débats:155. Pendant la réunion, Nadejda Tylik, la mère du lieutenant Sergueï Tylik, interrompt la réunion et s’en prend verbalement à Poutine et au vice-Premier ministre Klebanov, en les accusant de mentir aux familles des victimes. Voyant qu’elle ne se taisait pas, une femme en civil se place derrière elle et lui injecte à travers ses vêtements un puissant sédatif avant qu’elle ne soit emportée hors de la salle, inconsciente. Tylik déclarera par la suite : « l’injection était destinée à me faire taire. J’ai immédiatement perdu la capacité de parler et ai été transportée. »
La scène est enregistrée par l’équipe TV et, bien qu’elle n’ait pas été diffusée en Russie, le reste du monde peut voir des officiels transportant la mère de l'officier inconsciente,:36. Par la suite, N.Tylik critiquera le président Poutine parce qu’il n’avait « pas répondu aux questions directes » pendant la réunion. « Peut-être ne savait-il pas quoi dire, mais nous n’avons pas reçu de réponses concrètes à nos questions concrètes ».
La réponse du gouvernement à la détresse de cette mère et la gestion globale de la catastrophe génèrent un tollé considérable.

### Poutine accuse les médias
En réponse à l’avalanche de critiques, le ministre de la Défense Sergueïev et les officiers supérieurs de la Marine et de la Flotte du Nord présentent leur démission à Poutine, qui les refuse:160.
S’en prenant en retour à la presse qui avait été très critique de sa réponse au drame et de celle apportée par le gouvernement tout entier, Poutine s’en prend aux fournisseurs de l’information. Pendant la réunion avec les familles des victimes, il accuse directement les oligarques, qui possédaient la plupart des médias non-gouvernementaux du pays, et leur reproche d’être responsables de l’état de délabrement de l’armée russe. Poutine déclare aux familles de victimes : « il y a des gens à la télévision aujourd'hui qui… au cours des 10 dernières années ont détruit l'armée et la flotte là même où des gens sont en train de mourir en ce moment… Ils ont volé de l'argent, ils ont acheté les médias et ils manipulent l'opinion publique. » Lorsque des proches lui demandent pourquoi la Russie avait refusé l’aide étrangère, Poutine affirme que les médias mentaient et il se met à crier devant l’assemblée réunie « Ils mentent. Ils mentent. Ils mentent »,. Poutine menace de punir les propriétaires de média et de contrer leur influence à travers des médias alternatifs « honnêtes et objectifs ». Il se moque avec mépris du fait qu'ils possèdent des biens à l'étranger. « Ils feraient mieux de vendre leurs villas sur la côte méditerranéenne en France ou en Espagne. Puis ils devront peut-être expliquer pourquoi tous ces biens ont été enregistrés sous des faux noms par des cabinets d’avocats. Peut-être que nous pourrions leur demander où ils ont obtenu cet argent ».
Dans un discours au peuple russe, le lendemain de la réunion avec les familles, Poutine continue ses attaques violentes en direction des médias russes, les accusant de mentir et de discréditer le pays. Il affirme que ces derniers cherchaient à « exploiter ce malheur… pour gagner du crédit politique ».

### Le dédommagement des familles de marins
Le jour-même du discours de Poutine, la vice-Premier ministre Valentina Matvienko, à la tête de la commission spéciale, annonce que les familles des marins du Koursk recevraient non seulement les dix ans de salaire promis, mais également un hébergement gratuit dans la ville russe de leur choix, une scolarité gratuite pour les enfants et un accompagnement:114. En ajoutant l’ensemble des dons reçus du monde entier, les familles reçoivent environ 35 000 US$ chacune en dédommagement, ce qui représente alors une petite fortune en Russie:114.

### La trappe d'évacuation inutilisée
L’analyse de l’épave ne permet pas de déterminer si la trappe d’évacuation aurait pu être ouverte de l’intérieur. Certains analystes avancent l’idée que les hommes pris au piège auraient préféré attendre l’arrivée d’un sous-marin de sauvetage, même si la trappe était ouvrable. Le sous-marin était en effet relativement proche des côtes et participait à un exercice naval de grande ampleur. Les marins avaient donc toutes les raisons de croire que les secours seraient rapidement sur place:90–92. Avoir recours à la trappe d’évacuation était risqué, les marins se trouvent alors dans un compartiment à l’intérieur duquel la pression atmosphérique est équivalente à la pression en surface, ils ne risquaient donc pas de souffrir de décompression s’ils utilisaient les cagoules de sauvetage (en) pour remonter à la surface. Mais les eaux de l’Arctique étant extrêmement froides, ils ne pourraient pas survivre longtemps. L’eau s’infiltre peu à peu dans le neuvième compartiment, en y faisant augmenter la pression, ce qui rendait toute tentative de remontée plus dangereuse au fur et à mesure que le temps passait. Certains hommes avaient probablement été blessés et toute tentative de remontée aurait été encore plus compliquée pour eux:88–92.
Lorsque les réacteurs nucléaires s’éteignent automatiquement, les batteries de secours prennent le relais pour assurer l’alimentation en électricité, mais celles-ci ne sont pas prévues pour durer et la luminosité ainsi que la température baissent rapidement à l’intérieur du compartiment.
Un intense débat eut lieu pour savoir combien de temps les marins réfugiés dans le neuvième compartiment avaient survécu après le naufrage. Les commandants de la Marine russe donnèrent dès le début des versions contradictoires affirmant que les survivants pourraient vivre jusqu’à une semaine à l’intérieur du sous-marin mais que s’ils étaient morts ils avaient dû mourir très rapidement. Selon les équipes de plongeurs hollandaises qui ont exploré l’épave, les hommes du neuvième compartiment n’ont pu survivre que trois ou quatre heures tout au plus. La dernière note du lieutenant Kolesnikov rédigée à 15 h 15 , indique qu’il était toujours en vie près de quatre heures après les explosions. D’autres notes retrouvées par la suite montreront que certains marins réfugiés dans le neuvième compartiment étaient toujours en vie au moins 6 heures et 17 minutes après le naufrage.

### Mort des survivants
L’enquête officielle sur le naufrage détermina qu’un certain nombre de cartouches chimiques au superoxyde de potassium, utilisées pour absorber le dioxyde de carbone et rejeter de l'oxygène pour permettre la survie, furent retrouvées dans le neuvième compartiment. Mais le niveau de monoxyde de carbone relevé dépasse celui que des individus enfermés dans un espace clos peuvent produire. Les premiers plongeurs à avoir ouvert la trappe d’évacuation avaient trouvé des cendres à l’intérieur du compartiment, montrant à l’évidence qu’un incendie s’y était déclaré. L’origine de cet incendie est cependant indépendante de celui causé par l’explosion des torpilles. Ceci et d'autres éléments de preuve trouvés dans l'épave renflouée suggèrent que les marins réfugiés dans le compartiment, s’ils ont survécu pendant un certain temps, ont pu faire tomber accidentellement l'une des cartouches chimiques dans l'eau de mer qui remplissait lentement le compartiment. Lorsque la cartouche entra en contact avec l’eau de mer, elle déclencha une combustion instantanée
. L’enquête montre que certains hommes survécurent temporairement en plongeant sous l’eau, les marques de brûlure indiquent que l’eau leur arrivait au niveau de la taille au moment de l’incendie. Mais l’incendie consuma tout l’oxygène restant, tuant les derniers survivants, qui moururent rapidement d’asphyxie ou d'empoisonnement au monoxyde de carbone.

## L’opération de renflouage
Le gouvernement russe s’engage à renflouer l’épave grâce à une opération dotée d’un budget de 65 millions de dollars. Un appel d’offres pour le renflouage est lancé et il est remporté par les entreprises hollandaises Smit International et Mammoet. Il s’agit alors de la plus grande opération de renflouage de ce type jamais réalisée. L’opération de renflouage est très dangereuse en raison des risques de radiation en provenance du réacteur, ainsi que de la présence d’ogives de torpilles non explosées (chacune représentant une puissance de 225 kg équivalent en TNT), les ogives des 23 missiles de croisière SS-N-19 « Shipwreck » (de 760 kg chacune), ainsi que les charges destinées à l’éjection des missiles (de 7 kg équivalent en TNT) dans chaque silo. En cas d'explosion, le risque existe qu'un réacteur soit endommagé et laisse échapper des matières radioactives.
Dans un premier temps, les plongeurs découpent la proue de l’épave (il s’agissait d’une condition imposée par les Russes au motif que celle-ci contenait peut-être des munitions non explosées) afin d’éviter qu’elle ne se brise pendant la remontée et ne déstabilise la barge de transport. Les plongeurs implantent deux ancres hydrauliques dans le fond marin et ils y attachent une scie abrasive à haute résistance qui est actionnée d’avant en arrière entre les ancres. La découpe de la partie avant prend dix jours à elle seule.
Alors qu’elles découpaient l’avant du sous-marin, les équipes de plongeurs remontent également une partie de tube lance-torpille, pesant près d’une tonne, pour essayer de déterminer si l’explosion avait eu lieu à l’intérieur ou à l’extérieur du tube ; ainsi qu’un cylindre à air comprimé à haute pression pesant une demi-tonne pour en savoir plus sur la nature de l’explosion ; une partie de la section cylindrique de la structure interne et une partie de la partition sphérique avant gauche, pour déterminer l’intensité et la température du feu dans le compartiment avant ; ainsi qu’un fragment du dôme sonar.
Pour soulever le reste de la coque du sous-marin, les plongeurs mettent en œuvre une opération extrêmement complexe qui mobilise des technologies de levage nouvellement développées. Ils attachent un total de 26 câbles au sous-marin à l'aide de boulons à expansion fixés dans des trous percés dans la coque. L'opération oblige les ingénieurs à compenser les effets de la houle dans une mer agitée qui pourrait couper les câbles de suspension sous la barge. Ils conçoivent un vérin hydraulique qui est monté sur chacun des 26 câbles pour compenser les soulèvements de la coque. La coque est suspendue sous la barge Giant 4, spécialement modifiée pour l’opération. Le 8 octobre 2001, quatorze mois après le naufrage, le reste du sous-marin est renfloué. Une fois relevée à une profondeur satisfaisante, l'épave est placée sur une barge et conduite au chantier naval de Rosliakovo à Mourmansk. Sur place, elle est placée en cale sèche et les armes ainsi que les dépouilles toujours présentes à bord sont retirées.
Les Russes affirment qu'il était trop risqué de soulever le reste de la proue — enfoncée dans le fond argileux — car celle-ci contenait éventuellement des torpilles non explosées. Pour certains analystes, les Russes pourraient avoir voulu éviter de donner accès à des pays étrangers à certains composants classifiés du sous-marin,. Le gouvernement décide de détruire la proue sur zone et celle-ci est minée et détruite en septembre 2002.

## Réactions

### Un accident sans responsables
Mais malgré les nombreux manquements aux procédures établies et les défaillances d’équipements, le procureur général Oustinov déclare lors de la remise de son rapport qu'aucune charge ne serait retenue car la catastrophe avait été causée par une défaillance technique et que la faute ne pouvait être rejetée sur des individus en particulier. Il indique que les marins étaient tous morts dans les huit heures suivant le naufrage et que dans des délais si courts aucun n’aurait pu être sauvé. Lors de la conférence de presse annonçant la fin de l’enquête, il écarte toute responsabilité du concepteur et fabricant des torpilles. « Ceux qui ont conçu la torpille ne pouvaient pas prévoir la possibilité d’une explosion ». Il indique également qu’il n’existait pas de preuves laissant penser que la torpille avait été endommagée lors de son chargement à bord du Koursk.
Les familles des victimes manifestent leur colère face à cette absence de responsables. Le capitaine de la Marine russe en retraite, Vladimir Mityaïev, qui avait perdu un fils à bord du Koursk déclare « pour moi, il s’agit d’un cas flagrant de négligence ». Finalement, personne ne sera puni pour le naufrage et personne n’en sera tenu pour responsable:34.

### Conséquences morales
Le naufrage du Koursk, qui faisait la fierté de la flotte de sous-marins, a porté un coup dévastateur à l'armée russe. La participation du Koursk à l'exercice était destinée à démontrer que la Russie conservait une place sur la scène internationale, mais la gestion inepte de la crise expose au contraire au monde entier ses faiblesses de commandement et le déclin du pays d’un point de vue militaire. Reconnaissant finalement les risques posés par les torpilles propulsés à l’HTP, la Marine russe ordonne leur retrait du service,.
La coque est progressivement inspectée et les corps de 115 des 118 personnes à bord sont récupérés et identifiés. Trois corps sont si endommagés qu’ils ne peuvent être identifiés. Une fois les dépouilles retirées de l’épave, celle-ci est transportée dans la baie de Saïda au nord de la péninsule de Kaila. Le combustible des deux réacteurs nucléaires est retiré et la coque est découpée pour la ferraille.

### Accusations de tromperie délibérée
Le journal communiste Komsomolskaïa Pravda rapporte en juin 2001 que des officiers supérieurs de la Marine russe étaient impliqués dans une opération de tromperie sophistiquée destinée à couvrir les causes réelles de la catastrophe.
Il cite un rapport affirmant que le commandant Liachine avait prétendument envoyé un message au quartier-général juste avant l'explosion en disant « Nous avons une torpille défectueuse. Demandons permission de la tirer », alors qu'il est improbable qu'un commandant de sous-marin demande une autorisation préalable dans une telle situation d'urgence.
La Marine russe sera par la suite critiquée pour avoir présenté de fausses informations et avoir trompé l’opinion publique:148. La Marine russe craint qu’en révélant que la perte du sous-marin était due à l’incompétence de son équipage, la position de la Russie en tant que grande puissance ne soit remise en cause:22.
La réponse apportée, avec ses tentatives de tromperie et d’obstruction, est comparée à celle apportée par les autorités soviétiques après la catastrophe de Tchernobyl:148. Le ministre de la Défense Sergeïev affirmera dans un entretien donné le 21 mars 2000, qu’il n’avait jamais refusé les propositions d’aide étrangères:148.
The Guardian écrit en 2002, à la suite de la parution de deux ouvrages sur le sujet, Kursk, Russia's Lost Pride et A Time to Die : The Kursk Disaster :

« La tentative de sauvetage désespérément vaine, compliquée par un équipement mal conçu et décrépit, illustre le déclin fatal de la puissance militaire de la Russie. L’insensibilité de la marine face à la douleur des familles des disparus rappelle l’insensibilité soviétique face à la misère individuelle. Les mensonges et les tentatives incompétentes de dissimulation de la vérité mise en œuvre par la Marine et le gouvernement semble sortis de l’époque pré-Glasnost. Les théories du complot ouvertement contradictoires sur ce qui a causé la catastrophe en dit plus sur un haut-commandement naval dans la tourmente, occupé à chercher un bouc émissaire, que l'accident lui-même. »

### Remplacement d’officiers supérieurs
Poutine accepte la démission d'Igor Sergeïev de son poste de ministre de la Défense le 28 mars 2001 et fait de lui son conseiller sur la stabilité stratégique. Poutine le remplace par Sergeï Ivanov, qui était auparavant secrétaire du Conseil de sécurité de la fédération de Russie. Le poste de ministre de la Défense avait été jusque là toujours occupé par un militaire de carrière. Ivanov avait quitté l'armée en 2000, la nomination d'un civil choque au sein de l'armée russe,.
Le 1er décembre 2001, le procureur général Vladimir Oustinov présente un rapport préliminaire à Poutine. Oustinov écrit que l'exercice naval avait été « mal préparé » et que l'enquête avait révélé de « graves violations commises aussi bien par les commandants de la Flotte du Nord que par l'équipage du Koursk ». Peu de temps après, Poutine décide le remplacement du commandant de la Flotte du Nord, Vyacheslav Popov, et de son chef d'état-major, l'amiral Mikhaïl Motsak. Comme il est courant dans de telles circonstances, les deux hommes obtiennent rapidement des postes équivalents dans la fonction publique. Popov est nommé représentant de l’oblast de Mourmansk au sein du Conseil de la fédération et Motsak est nommé émissaire-adjoint du président pour le district fédéral du Nord-Ouest. Popov et Motsak avaient défendu une thèse selon laquelle l’accident avait été causé par la collision avec un sous-marin de l'OTAN. Lorsque Poutine les renvoie, il insiste sur son rejet de la théorie de la collision:163. Un autre exemple de mutation horizontale concerne le vice-Premier ministre Ilia Klebanov qui était un fervent avocat de la théorie selon laquelle le Koursk était entré en collision avec un sous-marin étranger. Il avait également été chargé des opérations de sauvetage et de l'enquête qui suivit. En février 2002, Poutine le renvoie de son poste de vice-Premier ministre et le nomme ministre de l’Industrie, des Sciences et Technologies.
Poutine renvoie le commandant des sous-marins de la Flotte du Nord, le vice-amiral Oleg Bourtsev:162 et, au total, douze officiers supérieurs responsables de la Flotte du Nord. Paradoxalement, il annonce que leur renvoi n'avait rien à voir avec le naufrage du Koursk,, mais qu’ils s’étaient rendus responsables de « manquements graves dans l’organisation du service ». Cependant, les douze hommes renvoyés avaient été directement impliqués dans l’organisation de l’exercice naval, dans les opérations de sauvetage ou dans la préparation du sous-marin lui-même:34. Tous sont transférés à des postes équivalents dans la fonction publique ou dans le secteur privé.
Un an plus tard, Poutine analysera sa réaction d’alors, « J’aurais probablement dû rentrer à Moscou, mais cela n’aurait rien changé. J’avais le même niveau d'information aussi bien à Sotchi qu’à Moscou, mais en tant que président de la fédération, j’aurais pu faire preuve de davantage d’empressement à rentrer ».

### Récupération des dépouilles de marins
Alors que le gouvernement russe était critiqué de toute part pour la lenteur de sa réponse, les experts sont généralement d’accord pour dire qu’il y avait peu de chances de parvenir à sauver les marins présents dans le neuvième compartiment. En effet, les équipes de sauvetage russes étaient mal équipées et désorganisées tandis que les équipes internationales étaient situés trop loin pour arriver à temps.
Les dépouilles de 115 marins seront retirées de l’épave et enterrées en Russie. Les restes de trois marins ne purent être retrouvés ou identifiés. Le président Poutine signe un décret (en) octroyant l’Ordre du Courage à titre posthume à l’ensemble de l’équipage et le titre de héros de la fédération de Russie au capitaine du sous-marin Guennadi Liachine (en).

### Coopération internationale
À la suite de cette catastrophe, la Russie prendra part aux opérations d'entraînement à la recherche et au sauvetage organisées par l'OTAN en 2011. Il s'agit de la première fois qu'un sous-marin russe participe à un exercice sous commandement de l'OTAN. La Marine russe augmente le nombre de plongeurs en eaux profondes entraînés chaque année de 18–20 à 40–45.

### Mémoriaux

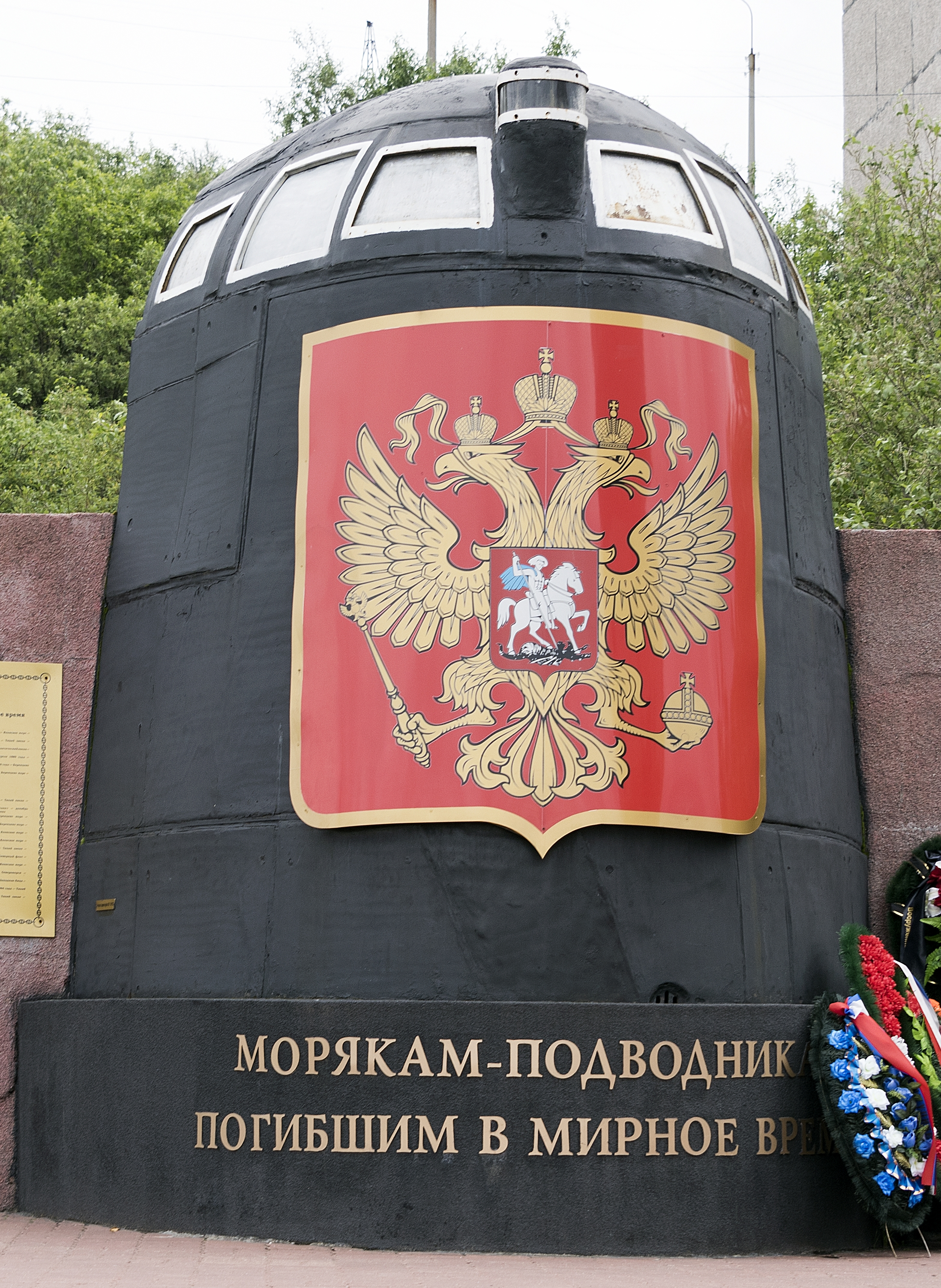
Monument en mémoire des hommes morts à bord du Koursk : « Aux marins, morts en temps de paix », à Mourmansk en juin 2015.

Le kiosque du sous-marin est transformé en mémorial dans l'ancien port d'attache du Koursk, la base navale de Vidiaïevo. Il dresse la liste des membres d'équipage. À l'extérieur de la ville de Severodvinsk où le sous-marin a été construit, une importante plaque de granit noir a été érigée dans les dunes. Elle est gravée du texte suivant : « Cette triste pierre a été érigée en mémoire de l'équipage du sous-marin nucléaire Koursk, qui est décédé tragiquement le 12 août 2000, en service,. » La ville portuaire de Severodvinsk érige un petit mémorial. D'autres mémoriaux sont érigés à Moscou, Saint-Pétersbourg, Sébastopol, Severomorsk et Koursk (ville dont le nom fut donné au sous-marin).
Le 17 mars 2009, un journaliste du Murmanski Vestnik retrouve la partie supérieure du kiosque du Koursk dans une décharge. Il y avait été déposé à la suite de l'échec de négociations s'étant déroulées sur plusieurs années destinées à recueillir des fonds pour la construction d'un monument. La découverte suscite l'indignation des habitants de Mourmansk et ceux-ci exigent qu'il soit transformé en mémorial pour honorer les sous-mariniers ayant trouvé la mort. Après beaucoup de difficultés, le mémorial est finalement achevé et inauguré le Jour de la Marine russe, le dimanche 26 juillet 2009. Le mémorial porte l’inscription « Aux marins, morts en temps de paix ». Le mémorial comporte un « sentier de la gloire » bordé de 118 bouleaux, un pour chaque marin décédé à bord du sous-marin. Douze des marins du Koursk sont enterrés à proximité du mémorial.

## Dans la culture populaire

### Documentaires télévisés
- « La tragédie du Koursk », sur La Minute de vérité, National Geographic Channel et Direct 8
- Koursk, un sous-marin en eaux troubles, documentaire InfraRouge de  Jean-Michel Carré, diffusé sur France 2 le 7 janvier 2005 ; le documentaire reprend la thèse selon laquelle le Koursk a été victime d'une collision.

### Film
- Kursk, un film dramatique franco-belgo-luxembourgeois réalisé par Thomas Vinterberg, sorti en 2018.